# Masovna grobnica
Masovna grobnica je naziv za grobnicu u kojoj je pokopan veći broj mrtvih istovremeno, odnosno tri ili više žrtava.
Postoje različite vrste masovnih grobnica. Dvije najpoznatije vrste su:
- Masovne grobnice zbog ratnih zločina
- Masovne grobnice zbog prirodnih katastrofa

Masovne grobnice zbog ratnih zločina su posljedica organiziranih i masovnih ubijanja ljudi, kao dio etničkog čišćenja ili genocida. Proces ekshumacije tijela, podrazumijeva otkopavanje žrtava iz grobnice i njihovo identificiranje. Katkada počinitelji u pokušaju prikrivanja zločina prvotne masovne grobnice prekopavaju i uništavaju. Iskopane ostatke potom usitnjavaju, miješaju, odvoze i zakopavaju na druge lokacije, čime nastaju sekundarne (a u nekim slučajevima i tercijarne) masovne grobnice. Time pronalazak grobnica, te otkopavanje i identificiranje žrtava biva uvelike otežano. Među najpoznatijim sekundarnim i tercijarnim masovnim grobnicama su one nastale poslije genocida u Srebrenici.
Masovne grobnice zbog prirodnih katastrofa (kao npr. tsunami, potres ili oluja) se kopaju da bi se spriječila epidemija tijekom nepogoda. Često se nakon nekog vremena tijela mrtvih prekopavaju.
U Hrvatskoj je do kraja rujna 2005., s otkrićem masovne grobnice u Okučanima u 141 masovnoj grobnici pronađeno 2110 žrtava. Smaknute su okrutno, uglavnom vatrenim oružjem iz neposredne blizine: strijeljanjem i iživljavanjem rafalima, a pojedine masovne grobnice otkrile su i druge načine smaknuća.
U Hrvatskoj su brojne neistražene grobnice s tijelima žrtava nakon 2. svjetskog rata. Do početka travnja 2009., u Hrvatskoj je po tadašnjim podatcima HHO-a 830 jama s tijelima žrtava nakon 2. svjetskog rata, od kojih su obrađene tek 23. 3. travnja 2009. nađene su masovne grobnice kod Javorja i u Ključu kod Zaprešića. Radi se o 4500 osoba, pripadnika domobranske vojske i njemačkih vojnika). Masovna grobnica u Ključu kod Zaprešića jedno od najmanje pet neobilježenih i neistraženih stratišta koja se nalaze na području od slovenske granice do Zaprešića. O mogućem postojanju ove grobnice naznake su došle prosinca 2005., kada su lokalni ratari orući polje zaorali po kostima. Do procijenjene brojke od 4500 došlo se iz izvješća krojačice koja je nakon provedene likvidacije imala zadaću prebrojiti uniforme koje su žrtve morale skinuti prije ubojstva. Na Ostrašovoj njivi kod Javorja zakopan je veći broj osoba, dok broj žrtava na predjelu Gmajna u Ključu Brdovečkom nije točno utvrđen. 15. svibnja 2020. otkrivena je masovna grobnica Prudnice u Zagrebačkoj županiji s oko 130 tijela.

## Vanjske poveznice
- 10 najvećih masovnih grobnica u svijetu